# Juan Delgado (urugwajski piłkarz)
Juan Delgado (ur. 26 lutego 1891, zm. ?) – były urugwajski piłkarz grający jako pomocnik.

## Kariera klubowa
Piłkarz jest wychowankiem Central Montevideo.
W 1916 roku Delgado na krótko, razem a Angelem Romano i José Benincasą, przeniósł się do argentyńskiego Boca Juniors. Niedługo później wrócił do Urugwaju, zostając piłkarzem stołecznego CA Peñarol, gdzie grał przez następne pięć lat, w trakcie których zdobył dwa mistrzostwa kraju. Po zakończeniu pozostał w klubiem, gdzie po zakończeniu karier pełnił rolę m.in. rolę masażysty, asystenta, szatniarza i doradcy.
Jako piłkarz Delgado był niezwykle pracowitym, słynącym przede wszystkim ze znakomitego odbioru piłki. Był dobrym duchem zespołu, w którym występował - często wtrącając żartobliwe uwagi między zagraniami.

## Kariera reprezentacyjna
Do reprezentacji Urugwaju został powołany w 1913 roku
Jeszcze jako piłkarz Central Montevideo był uczestnikiem turnieju Copa América 1916. Urugwaj zdobył tytuł mistrza Ameryki Południowej, a Delgado zagrał we wszystkich 3 spotkaniach - z Chile, Brazylią i Argentyną. Po wygranym (4:0) meczu z Chile, jeden z chilijskich dziennikarzy ogłosił, że Urugwaj zwyciężył dzięki pomocy dwóch Afrykanów - czarnoskórego Isabelino Gradina oraz właśnie Delgado. Kierownictwo reprezentacji zgłosiło oficjalny protest, ale po wyjaśnieniu sytuacji doszło do przeprosin obu piłkarzy.
Na turnieju Copa América 1919 Urugwaj został wicemistrzem kontynentu, a zawodnik wystąpił tylko w jednym spotkaniu - z Argentyną.
Łącznie w barwach reprezentacji rozegrał 15 meczów.

## Sukcesy

### Klubowe
Peñarol
- Primiera Division: 1918, 1921

### Reprezentacyjne
Urugwaj
- Copa America: 1916
- Srebrny medal Copa America: 1919